# Calisson
Le calisson (de la langue d’oc calissoun) est une spécialité culinaire de la cuisine provençale, confiserie en forme de navette, à base de pâte de fruits de melon confit (ou d'autres fruits confits) et d'amandes broyés ensemble, nappée de glaçage royal, posée sur un fond de pain azyme. Souvent parfumée à la fleur d'oranger, cette friandise fait partie des treize desserts de la tradition provençale. Elle est une spécialité d'Aix-en-Provence depuis le XVe siècle, un dossier pour une IGP en 2002 a été monté et déposé auprès de l’Union européenne. Mais les artisans, alors contre ce projet, ont posé des recours et la procédure n’a pas abouti.

## Description
À base de melons confits, d'amandes blanchies et d'écorces d'oranges : cette pâte est posée sur une feuille de pain azyme (fécule de pomme de terre et eau) et couverte d'un glaçage (blanc d’œuf et sucre glace appelé aussi glace royale).

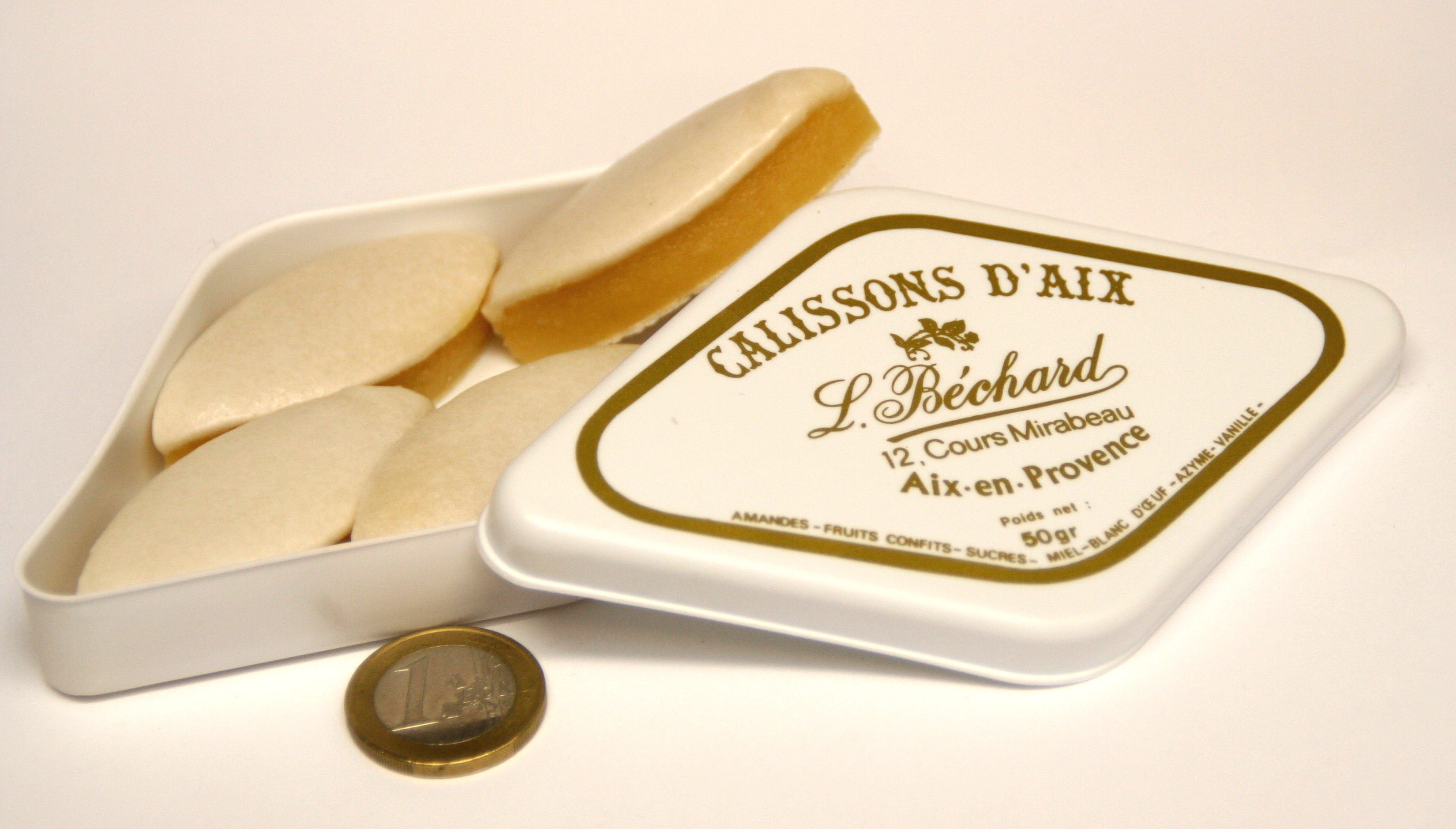
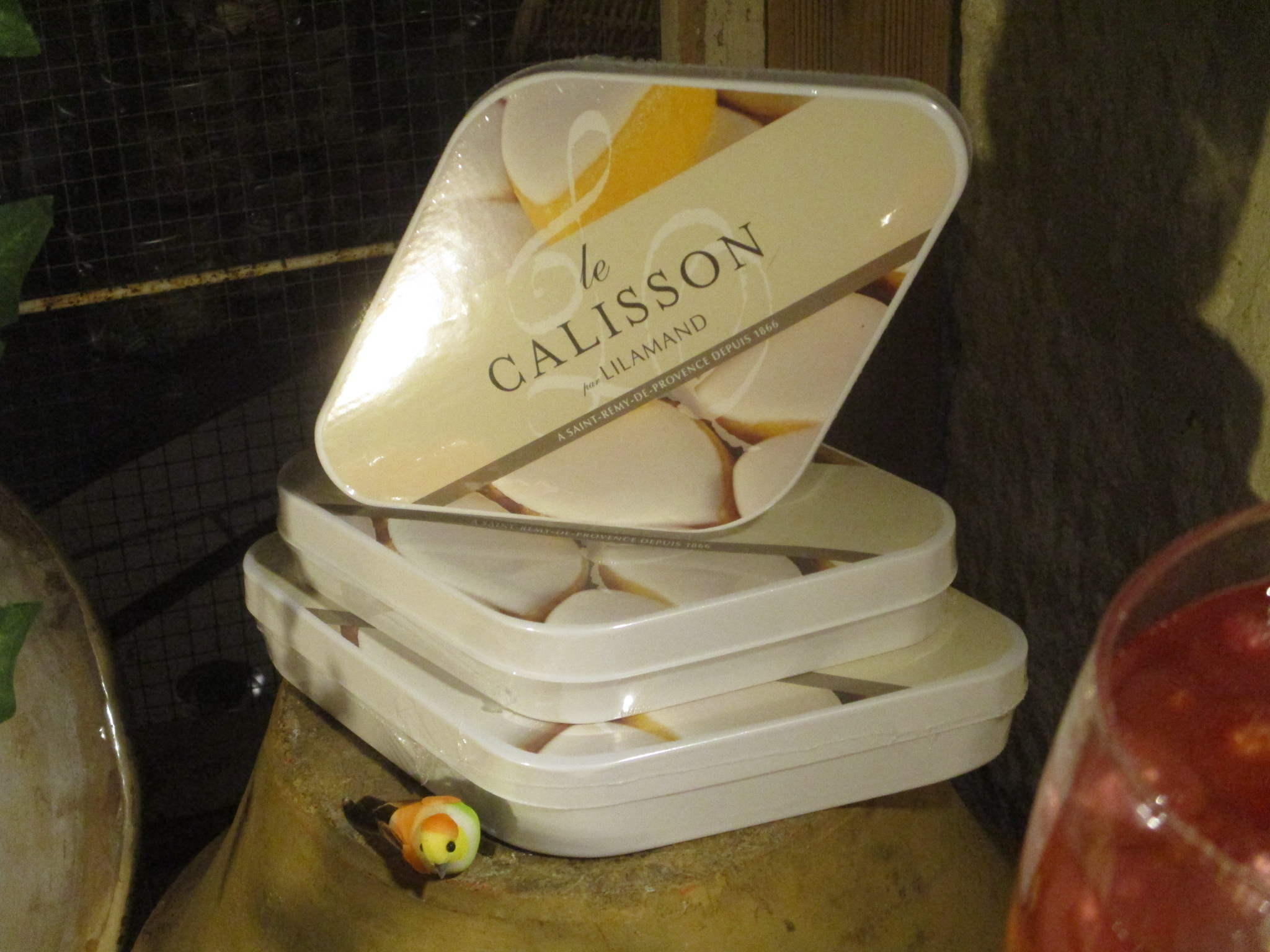

À l'aide d'un emporte-pièce, on lui donne la forme effilée d'une amande, avant de la cuire à feu doux. Cette spécialité est préparée avec des ingrédients assez coûteux et sa préparation est longue, ce qui explique son prix de vente relativement élevé.

## Historique
L'origine historique du calisson est peu connue. Plusieurs hypothèses évoquent l'origine du mot « calisson ». Une première en rapport avec des cérémonies de bénédiction de l'église Notre-Dame-de-la-Seds d'Aix-en-Provence, trois fois par an : à Noël, à Pâques et au 1er septembre (en souvenir d'offices de grâce à la vierge Marie, protectrice d'Aix-en-Provence, pour protéger sa population de la peste de 1630, à laquelle aurait été distribué des calissons bénis,). Le prêtre prononçait alors la formule latine « venite ad calicem » (« venez au calice »), « venes touti au calissoun » en provençal.

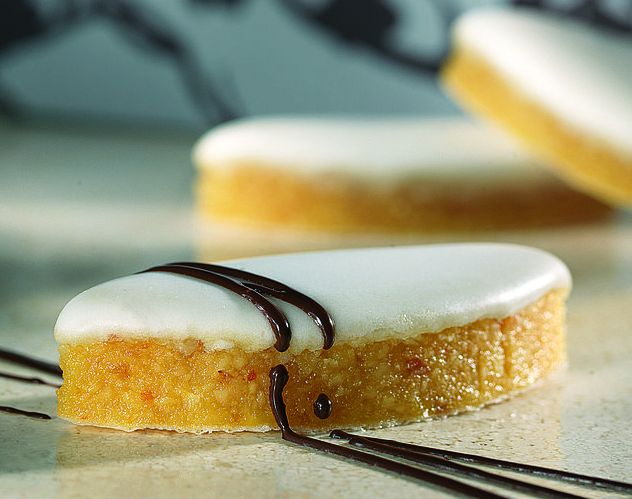
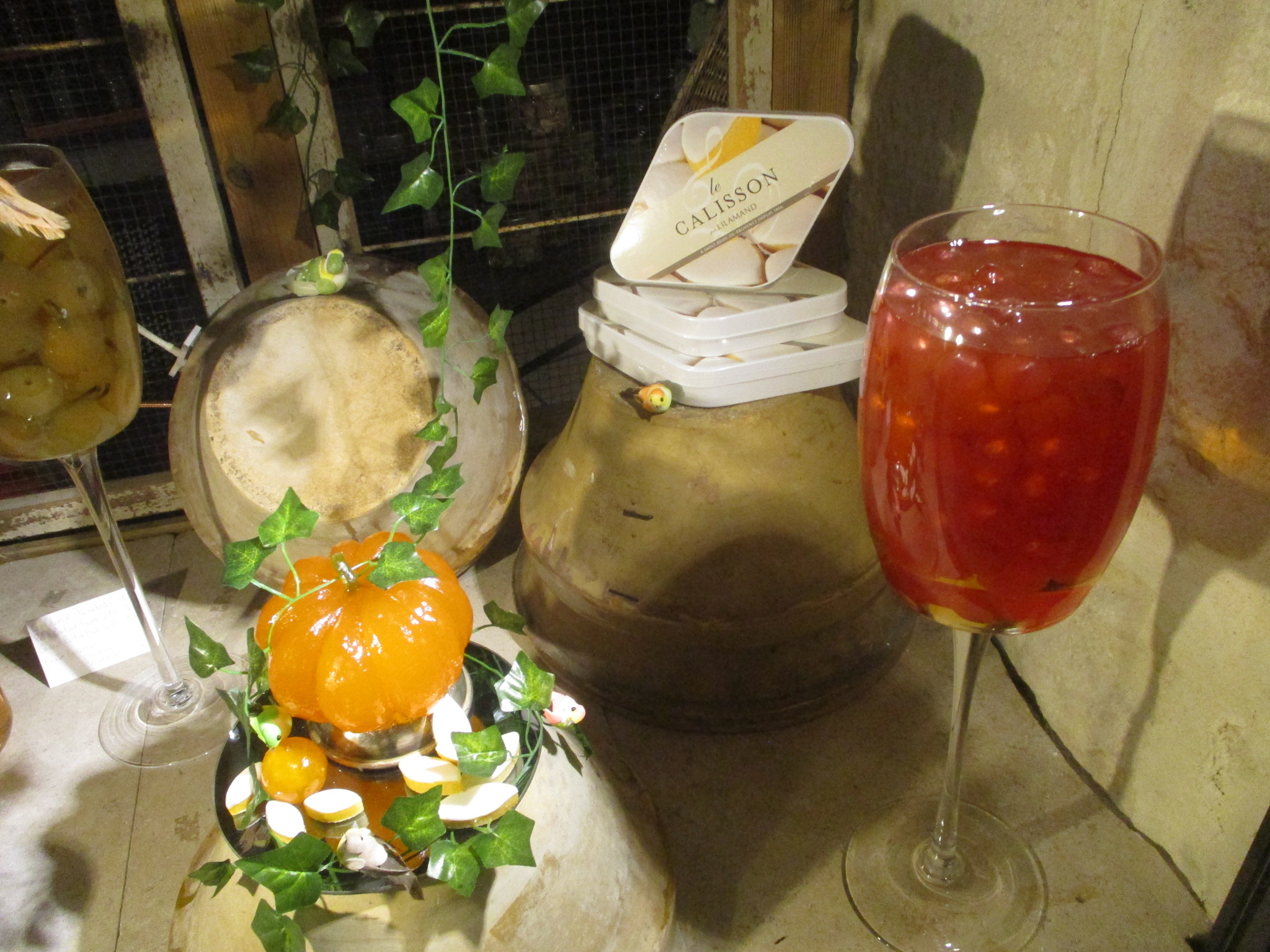
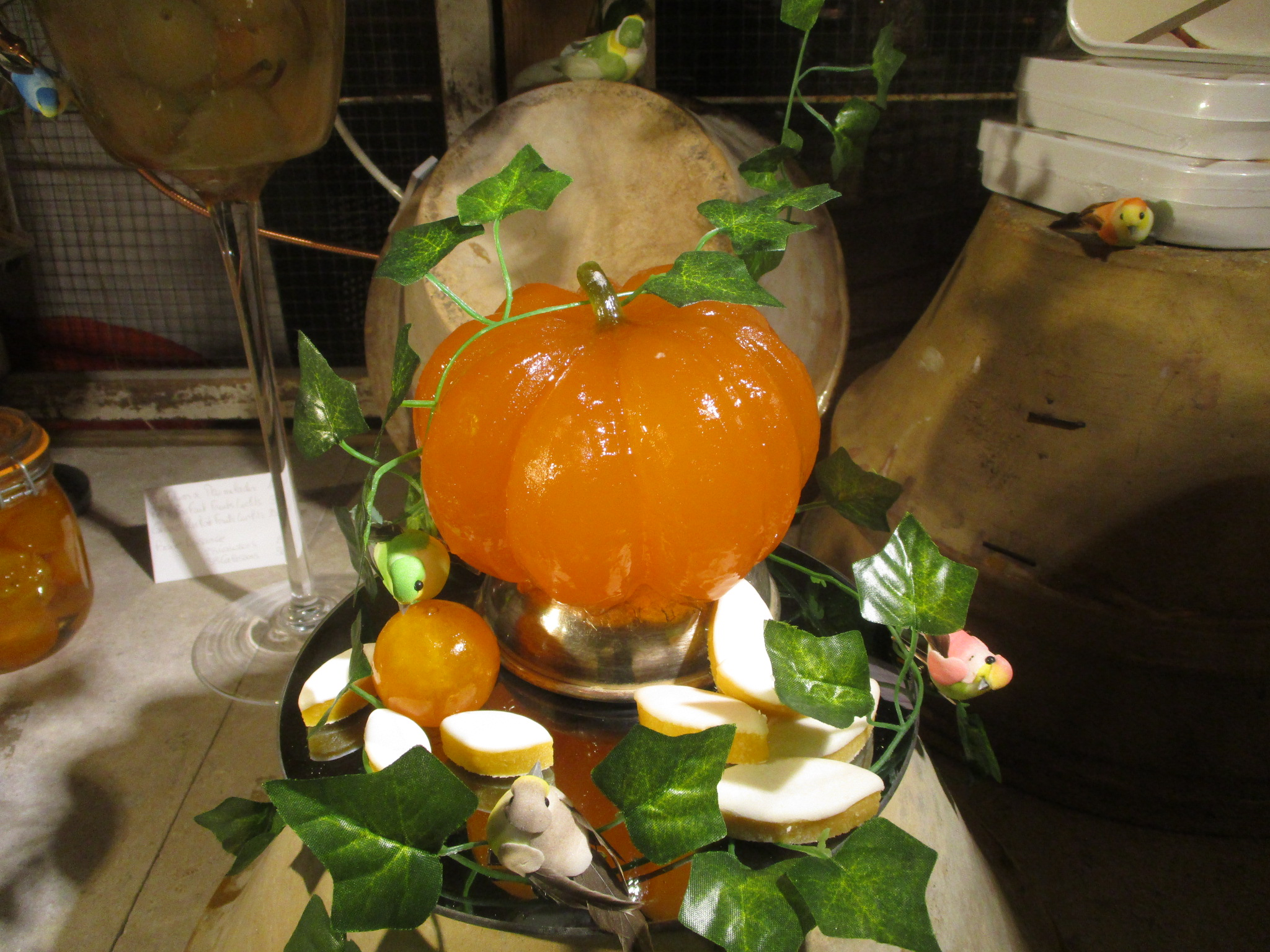
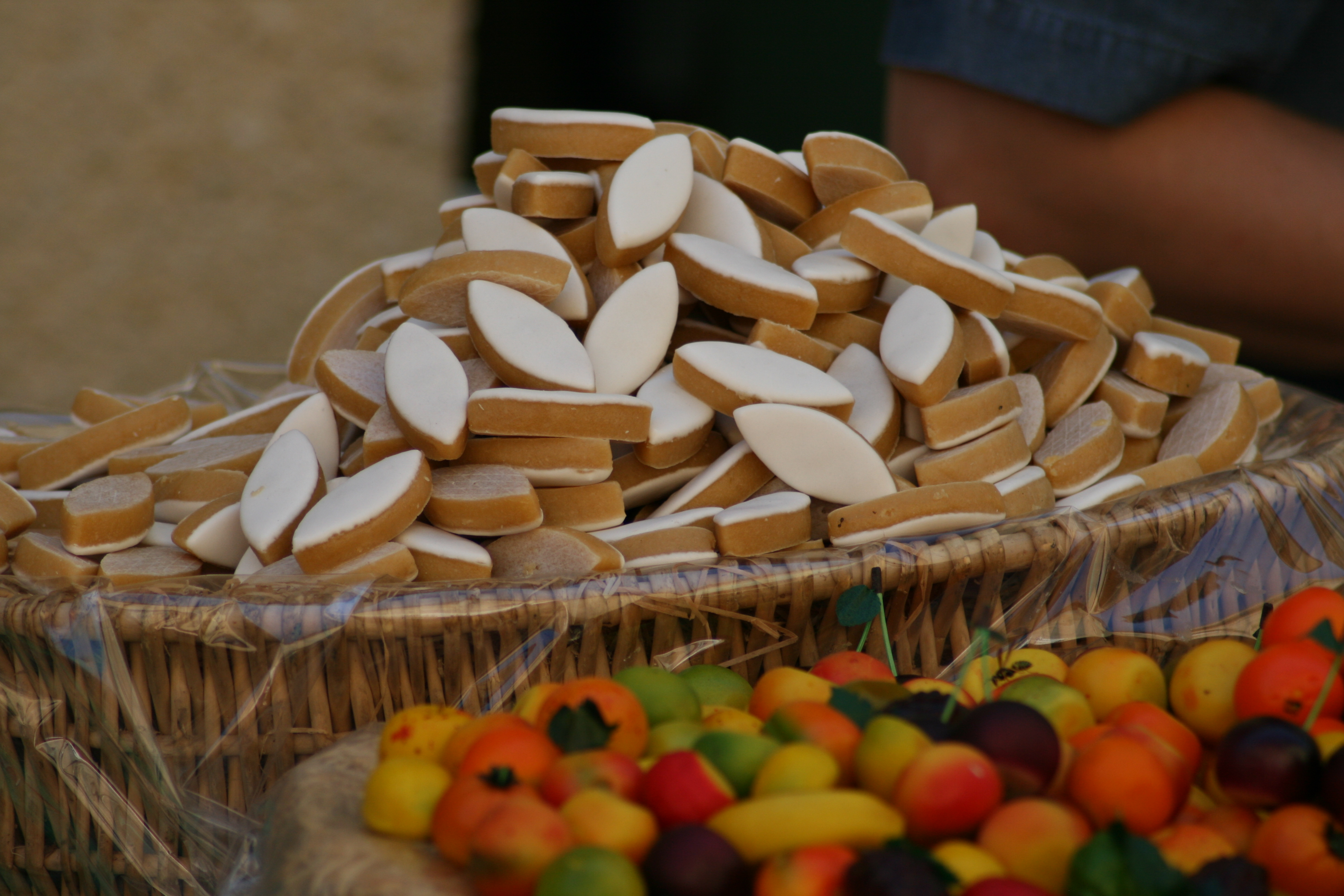

L'écrivain vénitien de langue française Martino Canal cite une spécialité du nom de "calissons" dans sa Chronique des Vénitiens de 1275 sans préciser de quoi il s'agit.Le mot calisson apparaît en provençal chez Pansier sous la forme calisçon, avec le sens moderne, dès 1503.
Dans le Jardin deys musos provensalos du poète provençal Claude Brueys (Aix, 1570-1636), publié à Aix chez Étienne David en 1628, les vers suivants font références à la construction du château de Cocagne pour Caramentran (personnage traditionnel du carnaval provençal) :
| Fouguet dich que de pastissons | Il fut convenu que de petits gâteaux |
| L'habitation serié bastido     | L'habitation serait construite       |
| Et de per tout bèn revestido   | Et de partout bien revêtue           |
| Las taulissos & taulissons     | Les toitures, grandes et petites,    |
| De tartos & de calissons       | De tartes et de calissons            |
| Et de tout autro confituro     | Et de toute autre confiserie         |

Selon une légende folklorique, le calisson aurait été importé en Provence et affiné par un cuisinier du roi René au milieu du XVe siècle. Au cours du second mariage de René d'Anjou avec Jeanne de Laval, en 1454, le chef des confiseries du Roi en aurait servi à la future reine, qui aurait alors dit en provençal : Di calin soun (« Ce sont des câlins »). Le nom lui est resté. Même s'il est impossible que l'expression Di calin soun soit authentique (en provençal on dirait « Es de caranchouno »), il n'empêche que les calissons modernes sont arrivés dans la ville d'Aix sous le règne du roi René.
Mais son étymologie la plus probable, établie par le sociolinguiste spécialiste du provençal Philippe Blanchet en 1998, est que le provençal calissoun est formé sur « calice » et du diminutif « -oun », soit « petit calice ». Petit en taille et petit en valeur sacrée. Le mot « calice », en effet, en provençal comme en français (on a la forme « calitz » dès l'ancienne langue d'oc), a d'abord désigné la coupe sacrée de l'eucharistie, et par extension la communion elle-même. Or la communion, c'est le vin et l'hostie, distribués dans une coupe. Et le calisson est, rituellement, une sorte d'hostie.

## Développement touristique
Une cérémonie de bénédiction des calissons a lieu chaque année depuis 1995 à l'église Saint-Jean-de-Malte d'Aix-en-Provence.

## Indication géographique protégée IGP
Depuis 2002, la mairie d’Aix-en-Provence souhaite mettre en place une Indication géographique protégée (IGP). Pour en bénéficier le calisson doit être produit à Aix d'une part, et respecter la recette (cahier des charges) d'autre part.
Un « Calisson de Provence - Tendre - Recette traditionnelle du calisson d'Aix », ou « Calisson de Provence - Tendre - Grande Tradition », peut être fabriqué partout dans le monde, s'il ne possède pas le logo Indication géographique protégée. Le fait qu'un calisson soit vendu sur un marché communal au cœur rural de la Provence n'interdit pas qu'il soit fabriqué à Shanghai. Il faut bien sûr que la recette ci-dessus soit respectée, sinon il s'agit de fraude. En France ces fraudes sont punies au maximum d'un emprisonnement de deux ans et d'une amende de 300 000 €.
À ce jour sur le site de la Commission Européenne le calisson d'Aix en Provence ne bénéficie toujours pas d'un état demande introduite, d'un état publiée, d'un état enregistré, d'un état rejeté ou d'un état annulée.